# Cabeza de Coma de Parrós
Cabeza de Coma de Parrós är en bergstopp i Spanien.   Den ligger i provinsen Província de Lleida och regionen Katalonien, i den nordöstra delen av landet, 500 km nordost om huvudstaden Madrid. Toppen på Cabeza de Coma de Parrós är 2 146 meter över havet.
Terrängen runt Cabeza de Coma de Parrós är varierad. Runt Cabeza de Coma de Parrós är det mycket glesbefolkat, med 5 invånare per kvadratkilometer. Närmaste större samhälle är Vielha, 13,2 km väster om Cabeza de Coma de Parrós. I omgivningarna runt Cabeza de Coma de Parrós växer i huvudsak blandskog.